# Petr Musílek (ekonom)
Petr Musílek (* 20. května 1965 Praha) je český ekonom, vysokoškolský pedagog a od roku 2022 děkan Fakulty financí a účetnictví Vysoké školy ekonomické v Praze.

## Kariéra
Petr Musílek je profesorem v oboru Finance a expert v oblasti kapitálových trhů, finanční regulace a investičního bankovnictví. Od roku 1988 vyučuje na Vysoké škole ekonomické, primárně na katedře bankovnictví a pojišťovnictví, kde zastával funkci zástupce vedoucího katedry. V letech 2000–2003 a 2006–2014 působil jako proděkan pro vědu a doktorské studium na Fakultě financí a účetnictví a následně byl v letech 2014–2022 prorektorem pro vědu a výzkum Vysoké školy ekonomické v Praze.
Profesně se zaměřuje zejména na oblast kapitálových trhů a na chování cen investičních instrumentů. V této oblasti je autorem či spoluautorem mnoha publikací, mezi nejznámější z nich patří Peněžní ekonomie a bankovnictví, Trhy cenných papírů, Finanční trhy a investiční bankovnictví, Burzy a burzovní obchody a Cenné papíry a burzy. Dále je autorem desítek odborných článků.

## Členství v odborných a vědeckých orgánech
Petr Musílek byl mezi lety 2003 a 2006 členem prezídia Komise pro cenné papíry, v současnosti je členem prezídia Rady pro veřejný dohled nad auditem. V rámci VŠE je členem několika vědeckých rad, oborových rad, grantových komisí a dalších akademických orgánů. Je členem výkonných a edičních rad několika časopisů zaměřujících se na finance a ekonomii.

## Vzdělání
- 1988: Ing. VŠE v Praze, obor Finance
- 1997: Professional Diploma in Real Estate Studies, Leeds Metropolitan University
- 1998: Ph.D. VŠE v Praze, obor Finance
- 1998: doc. VŠE v Praze, obor Finance
- 2003: prof. VŠE v Praze, obor Finance